# مارکوس بایرل
مارکوس بایرل (انگلیسی: Markus Beierle؛ زادهٔ ۲ ژوئن ۱۹۷۲) بازیکن فوتبال سابق اهل آلمان است.
از باشگاه‌هایی که در آن بازی کرده‌است می‌توان به باشگاه فوتبال دارمشتات ۹۸، باشگاه فوتبال مونیخ ۱۸۶۰، باشگاه فوتبال هانزا روستوک، باشگاه فوتبال دویسبورگ، باشگاه فوتبال آینتراخت فرانکفورت، و باشگاه فوتبال اشتوتگارت اشاره کرد.